# Björn Melin
Björn Melin (* 4. července 1981, Jönköping, Švédsko) je bývalý švédský profesionální hráč ledního hokeje. Je odchovancem HC Dalen, ale většinu své hokejové kariéry strávil v týmu HV71, pouze v sezóně 2004/2005 hrál za Malmö IF a v sezóně 2006/2007 působil v americké AHL v dresu Portland Pirates. Během této sezóně se mu podařilo nastoupit i ke 3 zápasům v NHL za Anaheim. Hrál také v týmech Dinamo Riga a CHK Neftěchimik Nižněkamsk v KHL. Nastoupil i k několika mezinárodním zápasům za tým Švédska, byl účastníkem mistrovství světa v roce 2006, kde se mu s jeho týmem podařilo získat zlaté medaile.